# Lepophidium profundorum
Lepophidium profundorum är en fiskart som först beskrevs av Gill, 1863.  Lepophidium profundorum ingår i släktet Lepophidium och familjen Ophidiidae. Inga underarter finns listade i Catalogue of Life.